# Whitehaven
Whitehaven è una cittadina dell'Inghilterra, situata nella contea del Cumbria, con una popolazione di 23.986 abitanti (dati del 2011)